# Tortoise and Freshwater Turtle Specialist Group
Le Tortoise and Freshwater Turtle Specialist Group est une commission de l'Union internationale pour la conservation de la nature spécialisée dans les tortues. Sa mission est d'identifier et de documenter toutes les menaces pesant sur les espèces de tortues terrestres et d'eau douce afin d'aider à catalyser l'action de conservation pour s'assurer la pérennité de ces espèces. Il est le pendant du Marine Turtle Specialist Group, qui s'occupe quant à lui des tortues marines.
Cette association regroupe plusieurs groupes de travail dont le Turtle Taxonomy Working Group à l'origine d'une classification de référence sur les tortues : Turtles of the world.